# Lóhere-bagolylepke
A lóhere-bagolylepke (Hadula trifolii)  a rovarok (Insecta) osztályának a lepkék (Lepidoptera) rendjéhez, ezen belül a bagolylepkefélék (Noctuidae) családjához tartozó faj.

## Elterjedése
Egész Európában elterjedt, de az északi részeken nem képes áttelelni, oda csak bevándorol.

## Megjelenése
- lepke: szárnyfesztávolsága 33–39 mm, az első szárnyak  a világostól a sötétbarnáig, néha vöröses árnyalatig változhatnak. A legfontosabb jellemzője a jellegzetesen W alakú fehér pötty sor. A hátsó szárnyai szürke vagy barnássárga színűek.
- hernyó: zöld, oldalán narancssárga, sárga csíkkal.

## Életmódja
- nemzedék: két nemzedékes faj, júniustól júliusig az első nemzedék, a második júliustól szeptemberig rajzik
- hernyók tápnövényei: sok tápnövénye van, a Trifolium fajokon kívül, pl. Allium, Amaranthus. Apium, Arachis, Asparagus, Atriplex fajok.

## Fordítás
- Ez a szócikk részben vagy egészben  a   Nutmeg (moth) című angol Wikipédia-szócikk fordításán alapul.  Az eredeti cikk szerkesztőit annak laptörténete sorolja fel. Ez a jelzés csupán a megfogalmazás eredetét és a szerzői jogokat jelzi, nem szolgál a cikkben szereplő információk forrásmegjelöléseként.